# Psychotria yaracuyensis
Psychotria yaracuyensis là một loài thực vật có hoa trong họ Thiến thảo. Loài này được Steyerm. miêu tả khoa học đầu tiên năm 1972.